# KLM-vlucht 592
KLM-vlucht 592 in 1952 was een vlucht tussen OR Tambo International Airport bij Johannesburg en Luchthaven Schiphol. 

## Ramp
Op 22 maart 1952 stortte de DC-6 PH-TPJ "Koningin Juliana" van KLM neer in de buurt van Flughafen Frankfurt am Main. Eerder had het vliegtuig een tussenlanding gemaakt op het vliegveld Aeroporto di Roma Ciampino waar het om 06:38 vertrok richting Frankfurt am Main om daar nog een tussenlanding te maken.
De laatste waarneming van het vliegtuig was in de omgeving van Neu-Isenburg, een halve mijl van de normale route en 7 kilometer van het begin van de landingsbaan boven een bosgebied. Het toestel vloog op een geschatte hoogte van slechts 60 meter terwijl dit 250 meter had moeten zijn. Hierna werd het landingsgestel neergelaten. Om kwart voor 11 kwam de DC-6 uit de laaghangende bewolking. Hij naderde het vliegveld van Frankfurt am Main vanuit het noordoosten. Door de te lage hoogte raakte het toestel een boom die afknapte. Een tweede boom werd geraakt en een stuk van de vleugel brak af. De DC-6 crashte in een bos over een lengte van 400 meter terwijl het talrijke wrakstukken achterliet. Uiteindelijk kwam het vliegtuig tot stilstand waarna het volledig uitbrandde.
Twee Duitse passanten slaagden erin om negen mensen uit het brandende vliegtuigwrak te slepen, zes hiervan levend. Drie van hen stierven onderweg naar het ziekenhuis. Aan boord bevonden zich in totaal 47 personen: 10 bemanningsleden en 37 passagiers. Van hen overleefden twee passagiers en een stewardess het ongeluk. Echter overleed één van deze passagiers op 26 maart alsnog aan zijn verwondingen.
De oorzaak van de vliegramp werd nooit vastgesteld, men dacht in eerste instantie aan een mankement in de hydraulische stuurinrichting. Tijdens het onderzoek werd er geen bewijs gevonden dat er een technische storing zou zijn opgetreden. Ook is er niets gebleken van een noodtoestand aan boord voor de crash. Het vliegtuig lag niet ver van de juiste koers en de hoogtemeters waren correct ingesteld.

## Bijzonderheden
Rond dezelfde datum moest een KLM-piloot een noodlanding met Lockheed Constellation Venlo bij Bangkok uitvoeren omdat een van de motoren in brand was gevlogen tijdens de vlucht tussen Schiphol en Sydney; er vielen geen slachtoffers. Koningin Juliana der Nederlanden en prins Bernhard van Lippe-Biesterfeld zouden met de Juliana op 1 april 1952 naar de Verenigde Staten vertrekken.